# Worship Music
Worship Music – dziesiąty album amerykańskiej thrash metalowej grupy Anthrax, wydany 12 września 2011 roku. W związku z dwukrotną zmianą wokalisty ostateczny termin wydania płyty był wielokrotnie zmieniany, za datę światowej premiery ustalono w końcu na pierwszą połowę września 2011 roku. Wokalistą ogłoszony został Joey Belladonna, który ponownie powrócił do zespołu w maju 2010.

## Powstawanie
Podczas nagrywania płyty Dan Nelson opuścił zespół, w wyniku czego premierę płyty przesunięto na rok 2010. Kolejnym wokalistą miał zostać John Bush, który ostatecznie jednak nie dołączył z powrotem do zespołu, w wyniku czego premierę ponownie przesunięto. Ostatecznie wokalistą został były członek zespołu Joey Belladonna. 8 października 2010 roku w Nassau Veterans Memorial Coliseum, Anthrax zagrał nowy utwór zatytułowany "Fight 'em 'til You Can't". Lider zespołu Scott Ian ogłosił, iż nowa płyta zostanie wydana pod koniec 2011 roku, a 8 grudnia 2010 roku oznajmił iż nagrano już osiem nowych utworów, a dwa lub trzy kolejne zostaną powtórnie nagrane z nowym wokalistą. 29 kwietnia 2011 zespół oficjalnie zakończył nagrywanie nowej płyty, a spodziewany termin wydania płyty określono na wrzesień 2011 roku. 27 czerwca 2011 Scott Ian ogłosił za pośrednictwem serwisu Twitter, iż proces masteringowania płyty został uruchomiony.

## Wydanie
24 czerwca został opublikowany w sieci do darmowego pobrania singiel promujący płytę noszący tytuł "Fight 'em 'til You Can't".

## Lista utworów
1. Worship (Intro)
2. Earth on hell
3. The Devil You Know
4. Fight'em 'Til You Can't
5. I'm Alive
6. Hymn 1
7. In the End
8. The Giant
9. Hymn 2
10. Judas Priest
11. Crawl
12. The Constant
13. Revolution Screams
14. New Noise (Refused cover); ukryta piosenka rozpoczynająca się w 11:10)